# Christopher Guest
Pour les articles homonymes, voir Guest.
Christopher Guest, baron Haden-Guest, né le 5 février 1948 à New York, (État de New York, États-Unis), est un acteur, scénariste, réalisateur, compositeur et producteur britannico-américain.
Depuis 1984, il est marié à l'actrice Jamie Lee Curtis.

## Filmographie

### comme acteur
- 1971 : L'Hôpital (The Hospital) : Resident
- 1972 : Les Quatre Malfrats (The Hot Rock) : Policeman
- 1973 : Lemmings (vidéo) : Various
- 1974 : Un justicier dans la ville (Death Wish) : Patrolman Jackson Reilly
- 1975 : La Bonne Fortune (The Fortune) : Boy Lover
- 1977 : It Happened One Christmas (TV) : Harry Bailey
- 1978 : Girlfriends de Claudia Weill : Eric
- 1979 : Blind Ambition (feuilleton TV) : Jeb Stuart Magruder
- 1979 : The T.V. Show (TV) : Various Characters
- 1979 : The Last Word de Roy Boulting : Roger
- 1980 : Haywire (TV) : The T.V. Director
- 1980 : Le Gang des frères James (The Long Riders) : Charlie Ford
- 1980 : Le Chaînon manquant : (Voix)
- 1981 : Likely Stories, Vol. 1 (série télévisée)
- 1981 : Heartbeeps d'Allan Arkush : Calvin
- 1982 : Million Dollar Infield (TV) : Bucky Frische
- 1982 : A Piano for Mrs. Cimino (TV) : Philip Ryan
- 1983 : Likely Stories, Vol. 3 (TV) : Frankie
- 1983 : Close Ties (TV) : Ira
- 1984 : Spın̈al Tap (This Is Spinal Tap) : Nigel Tufnel
- 1985 : Martin Short: Concert for the North Americas (TV) : Rajiv Vindaloo
- 1985 : David Letterman's Holiday Film Festival (TV) : Reno - sement "The Making Of You Wouldn't Believe Our World"
- 1986 : Billy Crystal: Don't Get Me Started (TV) : Chip Dimentebella
- 1986 : La Petite Boutique des horreurs (Little Shop of Horrors) de Frank Oz : Customer #1
- 1987 : Beyond Therapy : Bob
- 1987 : Princess Bride (The Princess Bride) : Count Tyrone Rugen
- 1988 : Sticky Fingers : Sam
- 1989 : I, Martin Short, Goes Hollywood (TV) : Antoninus DiMentabella
- 1992 : Spinal Tap: Break Like the Wind - The Videos (vidéo) : Nigel Tufnel
- 1992 : Des hommes d'honneur (A Few Good Men) : Dr Stone
- 1993 : Joe Satriani: The Satch Tapes (vidéo) : Nigel Tufnel
- 1996 : Waiting for Guffman : Corky St. Clair
- 1998 : Spinal Tap: The Final Tour : Nigel Tufnel
- 1998 : Small Soldiers : Slamfist/Scratch-It (voix)
- 1999 : D.O.A. (TV)
- 1999 : SNL: 25 Years of Music (TV) : Nigel Tufnel
- 2000 : Catching Up with Marty DiBergi (vidéo) : Nigel Tufnel
- 2000 : Bêtes de scène (Best in Show) : Harlan Pepper
- 2003 : A Mighty Wind, titre québécois Les Grandes Retrouvailles) : Alan Barrows
- 2005 : Madame Henderson présente (Mrs. Henderson Presents) : Lord Cromer
- 2007 : Bob l'éponge (épisode : cousin Stanley) : Stanley Squarepants (voix)
- 2009  : La Nuit au musée 2 (Night at the Museum 2: Battle of the Smithsonian) : Ivan Le Terrible
- 2009 : Mytho-Man (The Invention of Lying) : Nathan Goldfrappe

### comme scénariste
- 1973 : Lemmings (National Lampoon: Lemmings) (vidéo) de Tony Hendra, Michael Keady et Sean Kelly
- 1975 : Lily Tomlin (TV)
- 1979 : The T.V. Show (TV)
- 1984 : Spinal Tap (This Is Spinal Tap) de Rob Reiner
- 1989 : The Big Picture de lui-même
- 1992 : Spinal Tap: Break Like the Wind - The Videos (vidéo)
- 1992 : A Spinal Tap Reunion: The 25th Anniversary London Sell-Out (TV)
- 1996 : Waiting for Guffman de lui-même
- 1998 : Spinal Tap: The Final Tour (court métrage TV) de Rob Reiner
- 1999 : D.O.A. (TV) de lui-même
- 2000 : Bêtes de scène (Best in Show) de lui-même
- 2003 : A Mighty Wind de lui-même
- 2006 : For Your Consideration de lui-même
- 2016 : Mascots de lui-même
- 2025 : Spinal Tap 2: The End Continues de Rob Reiner

### comme réalisateur
- 1989 : The Big Picture
- 1991 : Morton & Hayes (série télévisée)
- 1993 : L'Attaque de la femme de 50 pieds (Attack of the 50 Ft. Woman) (TV)
- 1996 : Waiting for Guffman
- 1998 : Les Premiers colons (Almost Heroes)
- 1999 : D.O.A. (TV)
- 2000 : Bêtes de scène (Best in Show)
- 2003 : A Mighty Wind, titre québécois Les Grandes Retrouvailles)
- 2006 : For Your Consideration
- 2016 : Mascots

### comme compositeur
- 1984 : Spinal Tap (This Is Spinal Tap)
- 1991 : Morton & Hayes (série télévisée)
- 1992 : Spinal Tap: Break Like the Wind - The Videos (vidéo)
- 1992 : A Spinal Tap Reunion: The 25th Anniversary London Sell-Out (TV)
- 1993 : Attack of the 50 Ft. Woman (TV)

### comme producteur
- 1981 : Likely Stories, Vol. 1 (série télévisée)
- 1991 : Morton & Hayes (série télévisée)